# Saint-Jean-de-Cornies
Saint-Jean-de-Cornies är en kommun i departementet Hérault i regionen Occitanien i södra Frankrike. Kommunen ligger i kantonen Castries som tillhör arrondissementet Montpellier. År 2022 hade Saint-Jean-de-Cornies 839 invånare.

## Befolkningsutveckling
Antalet invånare i kommunen Saint-Jean-de-Cornies
Referens:INSEE